# Королевство Бавария
Королевство Бавария, Бава́рия (нем. Königreich Bayern, бав. Kinereich Bayern) — название Баварии в 1806—1918 годах, в 1871—1918 годах входило в состав Германской империи.
Герцог Максимилиан I Иосиф из Дома Виттельсбахов стал первым королём Баварии в 1806 году. Монархией, до распада королевства в 1918 году, правил дом Виттельсбахов. Большинство границ современной Баварии было установлено после 1814 года Парижским договором, по которому Баварское королевство уступило Австрийской империи Тироль и Форарльберг, но получило Ашаффенбург и часть территории Гессен-Дармштадта. В соответствии с договором от 23 ноября 1870 года, Баварское королевство имело отдельные от Германской империи управления почт, телеграфов, железных дорог и вооружённых сил. В 1871 году Баварское королевство вошло в состав объединённой Германской империи, в составе которой королевство Бавария было вторым по размеру автономным государственным образованием после Пруссии. Современный преемник Баварского королевства — Свободное государство Бавария, земля ФРГ.

## История

### Максимилиан I
После подписания Пресбургского мира (1805) император Франц II признал баварского курфюрста Максимилиана королём. С 1 января 1806 года Максимилиан официально титуловался «Максимилиан I, король Баварии». В начале 1806 года дочь, Августа, вышла замуж за приёмного сына Наполеона — Евгения Богарне. Согласно секретному Богенхаузенскому договору (1805), заключенному между королём и императором, 30 000 баварцев были направлены на помощь французской армии против России. Большая часть их погибла при отступлении в 1812 году из России французских войск и их союзников. После поражения Наполеона Максимилиан I перешел на сторону Австрийской империи, что дало ему возможность по Венскому договору 1815 года сохранить своё королевство. В 1825 году к власти пришел его сын — Людвиг I.

### Людвиг I
Людвиг разворачивает широкое строительство в Мюнхене. Там появляется Людвигштрассе, строятся по античным образцам музеи — Пинакотека, Глиптотека, Пропилеи. И вдруг, когда королю пошёл уже шестой десяток, в поле его зрения попадает молодая танцовщица Лола Монтес. Министры добиваются её высылки, а самому Людвигу Первому это приключение стоит короны: в 1848 году он отходит от дел в пользу сына.

### Максимилиан II
Максимилиан II зарекомендовал себя как либеральный политик. Он устроил в баварской столице первую на немецкой земле промышленную выставку, во время его правления в Мюнхене появился новый проспект Максимилианштрассе. Но не всем планам короля суждено было осуществится, он скоропостижно скончался в 1864 году. Новым правителем стал Людвиг II — старший сын Максимилиана, которому было лишь 18 лет.

### Людвиг II
В 1866 году Баварское королевство терпит поражение в быстротечной войне с Пруссией. И когда в 1871 году решается вопрос о создании объединённой Германской империи, Людвиг был вынужден подписать письмо о признании императором Вильгельма I. Суверенитет Баварии был ущемлён. Но Людвиг увлечен другим: музыкой Вагнера и личностью самого композитора. Ходили слухи о том что Людвиг душевнобольной. Строительство красивых, но ненужных замков не только истощает собственные средства Людвига, но и почти разоряет государственную казну. Правительство пытается удалить короля от государственных дел и объявляет его недееспособным. 13 июня 1886 года тело Людвига было найдено в водах Штарнбергского озера: на вечернюю прогулку он отправился без телохранителей, в сопровождении доктора и в замок уже не вернулся. Тело доктора также было найдено в озере.
Сегодня Людвиг II или монарх-романтик пользуется невероятной популярностью в Баварии. А в память о его любимом композиторе в Байройте проводится престижный Вагнеровский фестиваль, приглашения на который меломаны дожидаются по десять лет.

### Принц-регент Луитпольд и Людвиг III
После смерти Людвига II власть в королевстве перешла к его дяде — 65-летнему Луитпольду, который был регентом душевнобольного брата Людвига короля Отто. Был регентом до 1912 года. Затем баварский престол переходит к его сыну Людвигу III. После поражения Германской империи в Первой мировой войне, на фоне политического кризиса и ноябрьской революции 1918 года, Людвиг III бежит из страны, и таким образом многовековое правление дома Виттельсбахов в Баварии завершается.

## Государственное устройство
Глава государства — король. Законодательный орган — Сословное собрание (Ständeversammlung), состояло из Палаты государственных советников (Kammer der Reichsräte) и Палаты депутатов (Kammer der Abgeordneten).

## Административное деление
Территория Королевства Бавария делилась на районы (kreis):
- Средняя Франкония (Kreis Mittelfranken), окружной центр — Ансбах
- Нижняя Бавария (Kreis Niederbayern), окружной центр — Ландсхут
- Верхняя Бавария (Kreis Oberbayern), окружной центр — Мюнхен
- Верхняя Франкония (Kreis Oberfranken), окружной центр — Байройт
- Верхний Пфальц и Регенсбург (Kreis Oberpfalz und Regensburg), окружной центр — Регенсбург
- Пфальц (Kreis Pfalz), окружной центр — Шпайер
- Швабия и Нойбург (Kreis Schwaben und Neuburg), окружной центр — Аугсбург
- Нижняя Франкония и Ашаффенбург (Kreis Unterfranken und Aschaffenburg), окружной центр — Вюрцбург

Районы делились на бециркзамты (bezirksamt), бециркзамты на общины (gemeinde). Во главе бециркзамтов стояли (bezirksamtmann), представительные органы общин — общинные советы (gemeinderat), во главе общин стояли бургомистры или общинные старосты (gemeindevorsteher).

## Правовая система
Высшая судебная инстанция — Верховный земельный суд (Oberstes Landesgericht), до 1879 года — Высший апелляционный суд Мюнхена (Oberappellationsgericht München). Суды апелляционной инстанции — высшие земельные суды (Oberlandesgericht):
- Высший земельный суд Бамберга (Oberlandesgericht Bamberg)
  - (Нижняя Франкония и Ашаффенбург)
    - Ашаффенбургский Ландгерихт (Landgericht Aschaffenburg)
    - Швайнфуртский Ландгерихт (Landgericht Schweinfurt)
    - Вюрцбургский Ландгерихт (Landgericht Würzburg)

  - (Верхняя Франкония)
    - Бамбергский Ландгерихт (Landgericht Bamberg)
    - Байройтский Ландгерихт (Landgericht Bayreuth)
    - Кобургский Ландгерихт (Landgericht Coburg) (с 1920 года)
    - Хофский Ландгерихт (Landgericht Hof)
- Аугсбургский Оберландесгерихт (Oberlandesgericht Augsburg)
  - (Швабия)
    - Аугсбургский Ландгерихт (Landgericht Augsburg)
    - Кемптенский Ландгерихт (Landgericht Kempten)
    - Меммингенский Ландгерихт (Landgericht Memmingen)
- Мюнхенский Оберландесгерихт (Oberlandesgericht München)
  - (Нижняя Бавария)
    - Деггендорфский Ландгерихт (Landgericht Deggendorf)
    - Ландсхутский Ландгерихт (Landgericht Landshut)
    - Пассаусский Ландгерихт (Landgericht Passau)

  - (Верхняя Бавария)
    - Ингольштадтский Ландгерихт (Landgericht Ingolstadt)
    - Мюнхенский Ландгерихт (Landgericht München)
    - Траунштайнский Ландгерихт (Landgericht Traunstein)
- Нюрнбергский Оберландесгерихт (Oberlandesgericht Nürnberg)
  - (Верхний Пфальц и Регенсбург)
    - Амбергский Ландгерихт (Landgericht Amberg)
    - Регенсбургский Ландгерихт (Landgericht Regensburg)
    - Вайденский Ландгерихт (Landgericht Weiden)

  - (Средняя Франкония)
    - Ансбахский Ландгерихт (Landgericht Ansbach)
    - Нюрнбергский Ландгерихт (Landgericht Nürnberg)
- Цвайбрюккенский оберландесгерихт (Oberlandesgericht Zweibrücken)
  - (Пфальц)
    - Франкентальский Ландгерихт (Landgericht Frankenthal)
    - Кайзерлаутернский Ландгерихт (Landgericht Kaiserslautern)
    - Цвайбрюккенский Ландгерихт (Landgericht Zweibrücken)
    - Ландаусский Ландгерихт (Landgericht Landau)

До 1879 года судами апелляционной инстанции являлись апелляционные суды (Appellationsgericht).
Суды первой инстанции — земельные суды (landgericht), до 1879 года — окружные суды (bezirksgericht). Низшее звено судебной системы — участковые суды (amtsgericht), до 1879 года — городские суды (stadtgericht) и земельные суды (landgericht), а также до 1856 года — вотчинные суды (patrimonialgericht) и господские суды (herrschaftsgericht).

## Силовые структуры
Баварское королевство имело свои военные законы, но было обязано поддерживать свое военное устройство в соответствии с устройством вооружённых сил прочих государств Германской империи.
Во время совместного русского похода 1812 года, с Большой армией Наполеона, баварский корпус в 30 тыс. солдат был совершенно уничтожен Русской армией (почти совершенно погиб). В этом походе, в октябре 1812 года граф генерал-лейтенант Фаддей Федорович Штейнгель, со своим формированием, настиг баварский корпус генерала К. Ф. фон Вреде у Бабанич, оттеснил его к Кублучу и, отрезав от союзников, заставил Вреде уйти на Виленскую дорогу, а трофеями этой победы были все 22 знамени Баварского корпуса и 8 пушек.
9 января 1867 года князь Гогенлоэ отправил приглашения  Вюртембергу, Бадену и Гессену собраться на конференцию для выработки общих оснований нового военного устройства. Конференция южно-германских государств состоялась в столице Вюртемберга, в Штутгарте, 3, 4 и 5 февраля этого же года. Было решено увеличить военные силы, на началах прусского военного устройства, а именно: ввести общую воинскую повинность, с упразднением заместительства и разделением армии на активный состав, запас и ополчение.
Для дальнейшего обсуждения вопроса вооружённой силы, на выработанных конференцией основаниях, в Мюнхене собралась 4 декабря военная конференция трех южно-германских государств. Переговоры об образовании нового союза между четырьмя южно-германскими государствами, с одной стороны, и Северо-германским союзом, с другой, возбужденные депешей Гогенлоэ от 6 мая, остались безо всяких результатов.
Общая воинская повинность в Баварском королевстве была введена в 1868 году, а согласно договору, от 23 ноября 1870 года, баварская армия образовывала самостоятельную часть Германской имперской армии, и имела особое от Германской империи Управление, под верховным командованием (начальством) короля Баварии, в мирное время, а в военное время находилась под верховным командованием (начальством) Германского императора (в мирное время император имел право инспектировать Баварские вооружённые силы, но не предписывать никаких перемен).
Королевство имело свои, отдельные от имперских:
- военное министерство (Инспекция Баварского королевства (4-я армейская инспекция));
- генеральный штаб;
- корпус офицеров;
- корпус унтер-офицеров;
- военно-учебные заведения;
- военную форму одежды (обмундирование) (преобладающий цвет обмундирования — небесно-голубой, позже введена походная форма защитного серо-зелёного цвета).

Баварская армия состояла сначала из двух армейских корпусов, со штаб-квартирами в Мюнхене и Вюрцбурге, позже был развёрнут третий, со штаб-квартирой в Нюрнберге. Общая численность армии в:
- мирное время — 54 185 человек личного состава, с 2 257 офицерами;
- военное время — 164 500 человек личного состава.

Крепостей, на 1891 год, три:
- Ингольштат, где были сосредоточены военно-технические заведения;
- Гермерсгейм;
- Ней-Ульм.

Военно-учебные заведения находились в Мюнхене (Военная академия, с трёхлетним курсом, для высшего образования и подготовки офицеров генерального штаба; военное училище (выпуск 40 офицеров); кадетский корпус; школа верховой езды и учебная кузница; артиллерийская и инженерная школа; пиротехническая школа и кавалерийская телеграфная школа), Королевский оружейный завод — в Бамберге. Флот отсутствовал.

### Инспекция Баварского королевства (4-я армейская инспекция (Мюнхен))
| Корпус               | Дивизия                | Бригада                    | Формирование                                   | Дислокация                 |
| -------------------- | ---------------------- | -------------------------- | ---------------------------------------------- | -------------------------- |
| 3-й армейский корпус | 5-я дивизия            | 9-я пехотная бригада       | 8-й (1-й бранденбургский) гренадерский полк    | Франкфурт-на-Одере         |
| 3-й армейский корпус | 5-я дивизия            | 9-я пехотная бригада       | 48-й (5-й бранденбургский) пехотный полк       | Кюстрин                    |
| 3-й армейский корпус | 5-я дивизия            | 10-я пехотная бригада      | 12-й (2-й бранденбургский) гренадерский полк   | Франкфурт-на-Одере         |
| 3-й армейский корпус | 5-я дивизия            | 10-я пехотная бригада      | 52-й (6-й бранденбургский) пехотный полк       | Котбус, Кроссен-на-Одере   |
| 3-й армейский корпус | 5-я дивизия            | 5-я артиллерийская бригада | 18-й (2-й бранденбургский) артиллерийский полк | Франкфурт-на-Одере         |
| 3-й армейский корпус | 5-я дивизия            | 5-я артиллерийская бригада | 54-й (Неймаркский) артиллерийский полк         | Ландсберг-на-Варте         |
| 3-й армейский корпус | 5-я дивизия            | 5-я кавалерийская бригада  | 2-й (1-й бранденбургский) драгунский полк      | Шведт                      |
| 3-й армейский корпус | 5-я дивизия            | 5-я кавалерийская бригада  | 3-й (1-й бранденбургский) уланский полк        | Фюрстенвальде              |
| 3-й армейский корпус | 6-я дивизия            | 11-я пехотная бригада      | 20-й (3-й бранденбургский) пехотный полк       | Виттенберг                 |
| 3-й армейский корпус | 6-я дивизия            | 11-я пехотная бригада      | 35-й (Бранденбургский) стрелковый полк         | Бранденбург-на-Хафеле      |
| 3-й армейский корпус | 6-я дивизия            | 12-я пехотная бригада      | 24-й (4-й бранденбургский) пехотный полк       | Нойруппин                  |
| 3-й армейский корпус | 6-я дивизия            | 12-я пехотная бригада      | 64-й (8-й бранденбургский) пехотный полк       | Пренцлау, Ангермюнде       |
| 3-й армейский корпус | 6-я дивизия            | 6-я артиллерийская бригада | 3-й (1-й бранденбургский) артиллерийский полк  | Бранденбург-на-Хафеле      |
| 3-й армейский корпус | 6-я дивизия            | 6-я артиллерийская бригада | 39-й (Кирмаркский) артиллерийский полк         | Перлеберг                  |
| 3-й армейский корпус | 6-я дивизия            | 6-я кавалерийская бригада  | 6-й (Бранденбургский) кирасирский полк         | Бранденбург-на-Хафеле      |
| 3-й армейский корпус | 6-я дивизия            | 6-я кавалерийская бригада  | 3-й (Бранденбургский) гусарский полк           | Ратенов                    |
| 3-й армейский корпус | Отдельные формирования | Отдельные формирования     | 3-й (Бранденбургский) егерский батальон        | Люббен                     |
| 3-й армейский корпус | Отдельные формирования | Отдельные формирования     | 3-й (1-й Бранденбургский) инженерный батальон  | Магдебург                  |
| 3-й армейский корпус | Отдельные формирования | Отдельные формирования     | 28-й (2-й Бранденбургский) инженерный батальон | Кюстрин                    |
| 3-й армейский корпус | Отдельные формирования | Отдельные формирования     | 2-й телеграфный батальон                       | Франкфурт-на-Одере, Котбус |
| 3-й армейский корпус | Отдельные формирования | Отдельные формирования     | 3-й (Бранденбургский) железнодорожный батальон | Шпандау                    |

#### 1-й Баварский армейский корпус (Мюнхен,Бавария)
- 1-я Баварская дивизия (Мюнхен)
  - 1-я Баварская пехотная бригада (Мюнхен)
    - Баварский лейб-пехотный полк (Мюнхен)
    - 1-й Баварский пехотный полк (Мюнхен)

  - 2-я Баварская пехотная бригада (Мюнхен)
    - 2-й Баварский пехотный полк (Мюнхен)
    - 16-й Баварский пехотный полк (Пассау, Ландсхут)

  - 1-я Баварская кавалерийская бригада (Мюнхен)
    - 1-й Баварский полк тяжёлой кавалерии (Мюнхен)
    - 2-й Баварский полк тяжёлой кавалерии (Ландсхут)

  - 1-я Баварская артиллерийская бригада (Мюнхен)
    - 1-й Баварский артиллерийский полк (Мюнхен)
    - 7-й Баварский артиллерийский полк (Мюнхен)
- 2-я Баварская дивизия (Аугсбург)
  - 3-я Баварская пехотная бригада (Аугсбург)
    - 3-й Баварский пехотный полк (Аугсбург)
    - 20-й Баварский пехотный полк (Линдау, Кемптен)

  - 4-я Баварская пехотная бригада (Новый Ульм)
    - 12-й Баварский пехотный полк (Новый Ульм)
    - 15-й Баварский пехотный полк (Нойбург-на-Дунае)

  - 2-я Баварская кавалерийская бригада (Аугсбург)
    - 4-й Баварский полк лёгкой кавалерии (Аугсбург)
    - 8-й Баварский полк лёгкой кавалерии (Диллинген-на-Дунае)

  - 2-я Баварская артиллерийская бригада (Аугсбург)
    - 4-й Баварский артиллерийский полк (Аугсбург)
    - 9-й Баварский артиллерийский полк (Фрайзинг)
- 1-й Баварский егерский батальон (Фрайзинг)
- 1-й Баварский пехотно-артиллерийский полк (Мюнхен, Новый Ульм)
- 1-й Баварский инженерный батальон (Мюнхен)
- 1-й Баварский телеграфный батальон (Мюнхен)
- 2-й Баварский телеграфный батальон (Аугсбург)
- 1-й Баварский автомобильный батальон (Мюнхен)
- 1-й Баварский авиационный батальон (Обершлайсхайм)
- 1-й Баварский железнодорожный батальон (Мюнхен)
- Главное управление ландвера в Мюнхене (6 команд в составе)

#### 2-й Баварский армейский корпус (Вюрцбург, Бавария)
- 3-я Баварская дивизия (Город Ландау, Округ Ландау, Район Пфальц)
  - 5-я Пехотная бригада (Город Цвайбрюкен, Округ Цвайбрюкен, Район Пфальц)
  - 6-я Пехотная бригада (Город Ландау)
- 4-я Баварская дивизия (Внеокружной город Вюрцбург, Район Нижняя Франкония и Ашаффенбург)
  - 7-я Пехотная бригада (Внеокружной город Вюрцбург)
  - 8-я Пехотная бригада (Городской район Мец, Округ Лотарингия, Имперская земля Эльзасс-Лотарингия)

#### 3-й Баварский армейский корпус (Нюрнберг, Бавария)
- 5-я Баварская дивизия (Внеокружной город Нюрнберг, Район Средняя Франкония)
  - 9-я Пехотная бригада (Внеокружной город Нюнберг)
  - 10-я Пехотная бригада (Внеокружной город Байрет, Район Верхняя Франкония)
- 6-я Баварская дивизия (Внеокружной город Регенсбург, Район Верхний Пфальц и Регенсбург)
  - 11-я Пехотная бригада (Внеокружной город Ингольштадт, Район Верхняя Бавария)
  - 12-я Пехотная бригада (Внеокружной город Регенсбург)

## Население
Крупнейшие города — человек:
- (Верхнебаварский округ)
  - Мюнхен — 526 081
  - Ингольштадт — 29511
- (Среднефранконский округ)
  - Нюрнберг — 273830
  - Фюрт — 59881
- (Швабский округ)
  - Аугсбург — 130478
  - Кемптен — 25859
- (Пфальцский округ)
  - Людвигсхафен — 61914
  - Кайзерслаутерн — 48310
- (Нижнефранконский округ)
  - Вюрцбург — 83276
  - Ашаффенбург — 25883
- (Верхнепфальцский округ)
  - Регенсбург — 62548
  - Амберг — 23549
- (Нижнебаварский округ)
  - Пассау — 28037
  - Ландсхут — 26538
- (Верхнефранконский округ)
  - Бамберг — 44726
  - Хоф — 36715

## Экономика
Денежная единица — марка (до 1871 года — баварский гульден), разменная монета — пфенниг. Оператор железных дорог — Королевские государственные железные дороги (Königlich Bayerische Staatseisenbahnen), трамвай существовал в Мюнхене, Ландсхуте, Регенсбурге, Нюрнберге, Фюрте, Вюрцбурге, Бамберге, Хофе, Аугсбурге, Людвигсхафене, Кайзерслаутерне, Пирмазенсе и Нойштадте, оператор почты и телефона — Баварская государственная почта (Bayerische Staatspost).

## География
Основными городами королевства были столица — Мюнхен, города — Эрланген, Нюрнберг, Аугсбург и Ашаффенбург. На востоке в Баварию входит часть Франконского леса, горы Фихтель, части лесов Оберпфальцер и Буемервальд. На юге в Баварию входят Альпы, на западе швабская земля Штуфенланд и на севере Шпессарт и Рён.
В Баварии находятся три части больших Германских ландшафта: немецкая часть северных Калькальпен и пригорье Альп с её привлекательными озёрами, «Шоттише ебене» с землей прелестных холмов расстилающаяся до р. Дунай и Немецкое среднегорье с разнообразными ландшафтами.
В Баварии много рек, большая часть которых связана с Дунаем. На северо-западе Баварии протекает река Майн с притоками, со склонов гор Франконского Леса и Фихтель берёт начало река Зале. Бассейны Рейна и Дуная были объединены в 1992 году каналом Рейн-Майн-Дунай.
Дунай — вторая по величине река в Европе после Волги.
Русло реки местами ограждено дамбами для поддержания судоходства.
Бавария — страна озёр. Около 1600 озёр сосредоточены главным образом в предгорьях Альп. Самые крупные — Кимзе, Аммерзе, Штарнбергер-Зе, Тегернзе; самое глубокое — Вальхензе (192 м).
Во Франконском Альбе и на юге в Баварских Альпах много небольших карстовых пещер и вертикальных карстовых шахт. Самая глубокая шахта — Гебуртстагсшахт (Geburtstagsschacht, глубина 698 м). Самая большая пещера Баварии — Зальцграбенхёле (Salzgrabenhöhle, 7800 м).

## Столица
Столицей Королевства был Мюнхен.
Выдающимся творением зодчества является построенная на Мариенплатц по указу короля Людвига I Новая ратуша.
Центральную часть этого здания в стиле неоготики образует восьмидесятипяти метровая башня с излюбленным мюнхенским колокольным звоном.
Фасад Новой ратуши протяженностью около 100 метров украшают фигуры и орнаменты баварских герцогов, князей, королей и легендарных персонажей.
Дворы устроены по примеру дворов готических замков и имеют винтовую башенную лестницу и ступенчатые лестницы с просторными площадками.
Излюбленным местом встречи молодёжи является построенный в 1862—1865 гг. фонтан Фишбруннен.

### Немецкий музей
Это один из самых значительных музеев мира в области естественных наук и техники. Здесь почти 17 тысяч экспонатов. Баварский национальный музей.
Внутреннее убранство выстроенного в 1894—1900 годах музейного комплекса стилистически повторяет те эпохи, произведения которых выставлены в залах. Различные архитектурные формы внешнего фасада соответствуют исторической очерёдности представленных в музее периодов.
Ещё одним символом Мюнхена является резиденция династии Виттельсбахов, которая в течение 500 лет была постоянным местом пребывания герцогов, князей и королей Баварии. Комплекс зданий резиденции строился с XVI по XIX век. Он относится к выдающимся достижениям европейского Ренессанса и, включая в себя 6 дворов, делится на три основные группы: королевское строение, старая резиденция и здание с залом для торжеств. Работает Музей-сокровищница резиденции. Начатая при Альбрехте V, коллекция состоит из произведений золотых дел мастеров, работ по эмали, хрусталю и слоновой кости от средневековья до рококо. В залах Порцелланкаммер размещается коллекция европейского фарфора XIX века. Здание Зала торжеств длиной 250 метров с двухэтажным колонным портиком несёт на себе печать королевского представительства. Статуи на портике представляют собой «восемь кругов виттельсбахских баварцев».

## Замки Баварии времён королевства
Основная статья: Дворцы и замки Баварии
Самым знаменитым замком Людвига Баварского является Нойшванштайн, строительство было начато в 1869 году королём Людвигом II Баварским. Спроектирован замок был Кристианом Янком, придворным архитектором Людвига II. Нойшванштайн расположен недалеко от замка Хоэншвангау, построенного отцом Людвига II, Максимиллианом II Баварским, и озера Альп-Зее. Чрезмерные расходы на строительство замка стали одной из причин отстранения Людвига II от власти в 1886 году. После таинственного убийства Людвига II в 1886 году замок вопреки воле короля был открыт для посещения публики.
Одним из наиболее известных замков Людвига II является дворец на острове Херренинзель на Кимзее, известный также как «Баварский Версаль» — Херренкимзее — Людвиг II планировал создать точную копию французского Версаля, поскольку был горячим поклонником абсолютизма французского короля Людовика XIV.
Единственный достроенный при жизни Людвига II замок — небольшой дворец Линдерхоф в усадьбе отца Людвига — Максимилиана II. Кроме дворца, в усадьбе есть несколько «инсталляций», посвящённых разным сценам из разных опер Рихарда Вагнера — грот Венеры («Тангейзер»), хижина Худинга («Валькирия»), скит Гурнеманца («Парсифаль»), и два роскошных павильона для отдыха во время прогулок (павильоны для посещения закрыты, их интерьеры можно увидеть через стеклянное ограждение).

## Баварские стереотипы

### Баварская архитектура
Кафедральные соборы в Аугсбурге, Бамберге, Фрайзинге и Вюрцбурге считаются старейшими культовыми монументальными сооружениями. Церковь святого Лоренца в Нюрнберге — первое большое готическое церковное здание в Германии. Знаменитые зальные церкви этой эпохи были построены в Ландсхуте, Регенсбурге, Штраубинге и Вассербурге. Церковь Фрауэнкирхе в Мюнхене представляет собой самое крупное строение поздней готики.

### Этногруппы
Для характеристики каждой группы есть определённые, иногда серьёзные стереотипы:
- Франконцы — гордецы, предприимчивы, «прогрессивны», веселые и общительные, «народ в центре Европы, впервые объединившие Европу».
- Швабы — тугодумы, консерваторы, бережливы и трудолюбивы, «упрям как шваб».
- Баварцы — ворчуны, «люди, любящие радоваться жизни», чтящие традиции.

### Баварское пиво
Разнообразие баварского пива чрезвычайно велико — настолько, что всё богатство его сортов и разновидностей едва ли можно просто объединить в одно понятие «пиво».